# Lamachus tsugae
Lamachus tsugae är en stekelart som beskrevs av Joseph Augustine Cushman 1939. Lamachus tsugae ingår i släktet Lamachus och familjen brokparasitsteklar. Inga underarter finns listade i Catalogue of Life.